# Hayam Wuruk
Hayam Wuruk (1334-1389), dont le nom de règne est Rajasanagara, est le plus connu des rois de Majapahit, un royaume de l'est de Java en Indonésie. Majapahit atteint son apogée sous son règne (1350-89).

## Biographie
Son nom nous est connu notamment par le Nagarakertagama, un poème épique en vieux-javanais écrit sous son règne par Prapanca, un poète de la cour, et deux textes écrits en moyen-javanais, donc probablement au XVIe siècle. Le Pararaton ou "Livre des Rois" énumère la généalogie des rois de Singasari, le prédécesseur de Majapahit, et de Majapahit lui-même. Le Kidung Sunda, une chanson de geste, raconte une histoire d'amour malheureux entre Hayam Wuruk et la princesse Dyah Pitaloka, fille du roi de Sunda dans l'ouest de Java.
Le Nagarakertagama fait l'éloge de Hayam Wuruk et dit de lui qu'"il est Shiva et Bouddha" (les deux cultes étaient pratiqués à Majapahit). Il dresse une liste de près de 100 "contrées tributaires" de Majapahit. Outre Bali, Madura et Sunda, cette liste va de Pahang sur la péninsule Malaise à "Gurun" dans les Moluques, en passant par Malayu (Jambi) à Sumatra et "Bakulapura" à Bornéo. Mises sur la carte, elle couvre à peu près le territoire de l'actuelle Indonésie.
En réalité, le territoire directement contrôlé par Majapahit consistait dans la vallée fertile du fleuve Brantas. Un certain nombre de régions de Java étaient données en apanage à des seigneurs apparentés au roi. Elles s'étendaient vers l'ouest jusqu'au pays de Mataram dans le centre de Java (l'ancienne terre de la dynastie des Sanjaya qui a construit Prambanan). Les régions au sud et à l'est de Majapahit, comme notamment Blambangan, étaient considérées comme marginales. 
Lorsqu'il accède au trône, à l'âge de 16 ans, après l'abdication de sa mère la reine Tribhuwana Wijayottungga Dewi (1328-50), la vraie puissance derrière celui-ci est le mahapatih (premier ministre) Gajah Mada, dont le nom nous est connu par le Pararaton. Avec Gajah Mada, le règne de Hayam Wuruk est une période de paix, de développement culturel et bonnes relations commerciales. Il sera cependant entaché par une période de rébellion de Java où se déroule une tentative de reconstitution du Sriwijaya en 1377. Gajah Mada loue les services d'un poète nommé Prapanca pour composer le Nagarakertagama. La personnalité de Gajah Mada est si importante pour le royaume que lorsqu'il meurt en 1364, peut-être empoisonné par Hayam Wuruk inquiet de son pouvoir, les fonctions qu'il occupait sont répartis sur quatre ministres. 